# Adam Baszkou
Adam Siamionawicz Baszkou (biał. Адам Сямёнавіч Башкоў, ros. Адам Семенович Башков, Adam Siemienowicz Baszkow; ur. 26 maja 1951 w Wereśnicy) – białoruski przemysłowiec i polityk, w latach 2012–2016 deputowany do Izby Reprezentantów Zgromadzenia Narodowego Republiki Białorusi V kadencji.

## Życiorys
Urodził się 26 maja 1951 roku we wsi Wereśnica, w rejonie żytkowickim obwodu homelskiego Białoruskiej SRR, ZSRR. Ukończył Mińskie Orderu Czerwonego Sztandaru Pracy Technikum Politechniczne ze specjalnością „zasilanie elektryczne przedsiębiorstw przemysłowych”, Białoruski Orderu Czerwonego Sztandaru Pracy Instytut Politechniczny ze specjalnością „zasilanie elektryczne przedsiębiorstw przemysłowych i gospodarstwa wiejskiego” oraz Miński Instytut Politologii i Zarządzania Społecznego KPB, uzyskując wykształcenie wykładowcy dyscyplin społeczno-politycznych w wyższych i średnich placówkach edukacji. Pracował jako dyrektor fabryki płyt wiórowych w Rzeczycy, sekretarz komitetu partyjnego Rzeczyckiego Produkcyjnego Zjednoczenia Obróbki Drewna, drugi sekretarz, pierwszy sekretarz Rzeczyckiego Komitetu Miejskiego Komunistycznej Partii Białorusi (KPB), dyrektor ds. marketingu i kontaktów wewnętrzno-gospodarczych Rzeczyckiego Produkcyjnego Zjednoczenia Obróbki Drewna „Rieczicadriew”, wiceprezes przedsiębiorstwa „Driewprominwiest”, dyrektor Rzeczyckiej Fabryki Wyrobów Metalowych. Był deputowanym do Homelskiej Obwodowej Rady Deputowanych XXVI kadencji.
18 października 2012 roku został deputowanym do Izby Reprezentantów Białorusi V kadencji z Rzeczyckiego Okręgu Wyborczego Nr 44. Pełnił w niej funkcję członka Stałej Komisji ds. Międzynarodowych. Jego kadencja w Izbie Reprezentantów zakończyła się 11 października 2016 roku.

## Odznaczenia
- Order Honoru;
- Medal „Za Zasługi w Pracy”;
- Gramota Pochwalna Rady Ministrów Republiki Białorusi;
- Order Świętego Sergiusza Radoneżskiego III klasy (Rosyjski Kościół Prawosławny);
- Order Świętego Cyryla Turowskiego II klasy (Egzarchat Białoruski Patriarchatu Moskiewskiego Rosyjskiego Kościoła Prawosławnego);
- Podziękowanie Prezydenta Republiki Białorusi;
- tytuł „Honorowy Obywatel Rejonu Rzeczyckiego”.

## Życie prywatne
Adam Baszkou jest żonaty, ma dwóch synów.